# Badji Mokhtar III
Le Badji Mokhtar III est un ferry algérien de la compagnie maritime Algérie Ferries mis en service le 1er novembre 2021, sur les lignes entre l'Algérie, la France et l'Espagne. Il prend le nom du militant indépendantiste Badji Mokhtar.

## Historique
Afin de moderniser et renforcer sa flotte, Algérie Ferries a signé, en mars 2018, un contrat avec les Chinois Chantier Guangzhou Shipyard International (GSI) et China Shipbuilding Trading Company (CSTC) pour la construction d’un nouveau car-ferry pour un montant de 175 millions de dollars.
Le 1er novembre 2021, le Badji Mokhtar III assure sa première traversée d'Alger vers Marseille.

## Caractéristiques
Le ferry mesure 199,90 mètres de longueur pour 30 mètres de largeur. Le navire a une capacité de 1.800 passagers et est pourvu d'un garage pouvant contenir jusqu'à 600 véhicules répartis sur deux niveaux , le garage étant accessible par trois portes rampes à l'arrière du navire. Le Badji Mokhtar III dispose de 4 moteurs de propulsion de dernière génération (MAN 8L48/60CR - normes IMO Tier III) pour une puissance totale de 38 400 kW faisant filer le navire à une vitesse maximale de 24 nœuds. Le Badji-Mokhtar III dispose de 180 membres d'équipage.

## Aménagements
Les espaces passagers intérieurs ont une superficie totale de plus de 20 000 m2. Ces espaces comprennent de nombreux restaurants, des bars, une zone de loisirs en plein air avec une piscine recouverte, une aire de jeux pour enfants et une sélection de boutiques hors taxes.

### Cabines
Le navire dispose de 14 suites, 188 cabines pour deux personnes, 254 cabines pour quatre personnes et 13 cabines pour six personnes.